# Rudolf Stammler

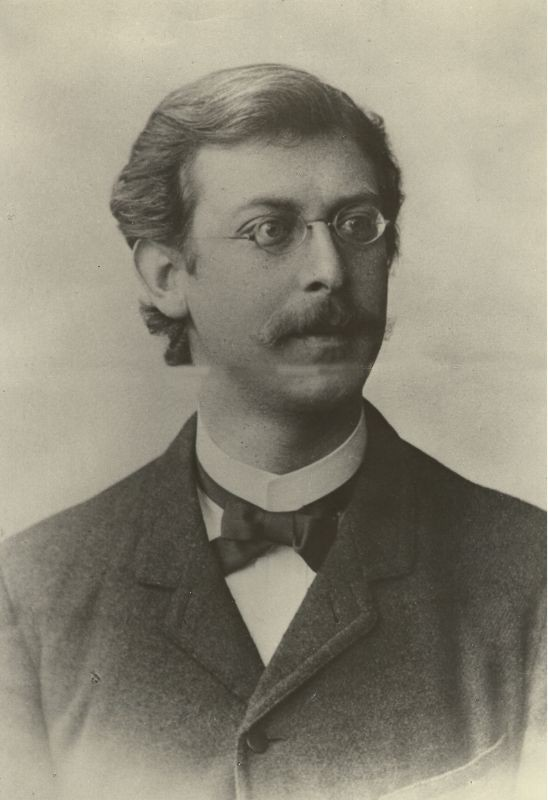
Retrato de Rudolf Stammler

Rudolf Stammler (Alsfeld, Hessen, 19 de fevereiro de 1856 - Wernigerode, 25 de abril de 1938) foi um filósofo do direito alemão.
Inspirador da corrente neokantiana no âmbito jurídico, conferiu à ciência do direito e atribuiu-lhe metodologicamente os instrumentos do «fim e dos meios» contrapostos aos de «causa e efeito» das ciências naturais. O mérito de Stammler reside na sua tentativa de superar o positivismo da sua época. É autor da teoria do chamado Direito Natural de conteúdo variável.

## Obras
- Rudolf Stammler: "Die Behandlung des Römischen Rechts in dem juristischen Studium nach Einführung des Deutschen Reichs-Civilgesetzbuches", Akademische Antrittsrede, Akad. Verlagsbuchh. J.C.B. Mohr, Freiburg 1885,
- Rudolf Stammler: "Praktische Pandektenübung für Anfänger.", Verlag v. Veit u. Comp., Leipzig 1893.
- Rudolf Stammler: Theorie der Rechtswissenschaft. Scientia-Verlag, Aalen 1970, Neudr. d. 2. Aufl. Halle 1923
- Rudolf Stammler: Lehrbuch der Rechtsphilosophie. de Gruyter, Berlin 1970, 3. verm. Aufl., Unveränd. photomechan. Nachdr. Berlin u. Leipzig, de Gruyter, 1928
- Rudolf Stammler: Die Lehre von dem richtigen Rechte. Wissenschaftl. Buchgesellschaft, Darmstadt 1964, Unveränd. reprograf. Nachdr. d. neubearb. Aufl. Halle a.d. Saale 1926